# Avon Championships of Philadelphia 1979
L'Avon Championships of Philadelphia 1979 è stato un torneo femminile di tennis giocato sul cemento indoor. 
È stata l'8ª edizione del torneo, che fa parte del WTA Tour 1979. Si è giocato al The Palestra and the Spectrum di Philadelphia, negli USA dal 5 all'11 marzo 1979.

## Campionesse

### Singolare
Wendy Turnbull ha battuto in finale  Virginia Wade con il punteggio di 5–7, 6–3, 6–2

### Doppio
Françoise Dürr /  Betty Stöve hanno battuto in finale  Renée Richards /  Virginia Wade con il punteggio di 6–4, 6–2